# Зимин, Василий Васильевич (военачальник)
Васи́лий Васи́льевич Зими́н (14 [26] февраля 1874; Чита, Забайкальская область, Российская империя — 27 сентября 1942; Шанхай, Китай) — русский генерал-майор, первый выборный войсковой атаман Забайкальского казачьего войска, участник Белого движения в Забайкалье, участник Китайского похода (1900―1901), Русско-японской, Первой мировой и Гражданской войн, военный востоковед, эмигрант.

## Биография

### Происхождение. Образование
Василий Зимин родился в офицерской семье. Происходил из забайкальских казаков. Православного вероисповедания. Образование получил в Иркутской военной прогимназии. Выучил китайский язык. В 1896 году окончил Иркутское юнкерское училище по 2-му разряду, откуда был зачислен в 1-й Забайкальский пластунский батальон. В 1911 году окончил Офицерскую кавалерийскую школу.

### Военная служба
25 февраля 1897 года Зимин был произведён в первый офицерский чин ― хорунжего. В период с 1898 по 1907 годы он непрерывно принимал участие в составе 1-го Забайкальского батальона (1-м и 2-м Забайкальских казачьих полках) в военных экспедициях на китайскую территорию (включая подавление восстания боксёров), и в составе 1-го Аргунского казачьего полка в боевых действиях в Русско-японскую войну.
В тот период, а именно 1 августа 1901 года (старшинство в чине 25 февраля 1901), был произведён в чин сотника, а во время Русско-японской войны 4 июля 1905 года (ст. 25 февраля 1905) ― подъесаула. С 1907 года состоял на должности адъютанта Наказного атамана. 15 мая 1911 года (ст. 25 февраля 1909) произведён в есаулы. По состоянию на 1 января того же и 1910 годов числился в 1-м Аргунском казачьем полку Забайкальского казачьего войска, дислоцированном в пос. Цурухайтуе. С 4 ноября 1912 года в составе 1-го Верхнеудинского казачьего полка чуть меньше года находился в Монголии.
Во время первой мировой войны Зимин в чине есаула командовал сотней 1-го Верхнеудинского полка. 22 февраля 1915 года на германском фронте он получил три тяжёлых ранения в бою шрапнельными пулями с переломом костей голени. За боевое отличие приказом от 20 марта 1916 года был награждён Георгиевским оружием и в том же году был признан негодным к воинской службе.
28 февраля 1917 года (во время Февральской революции) по собственному желанию вернулся в строй. При вступлении большевиков в Забайкалье Зимин был арестован, но через шесть недель был освобождён по требованию казаков. На открывшемся в Чите 18 августа 1917 года II областном казачьем съезде большинством голосов было восстановлено казачество, а Зимин был избран войсковым атаманом и председателем войскового правления Забайкальского казачьего войска. Выступил на стороне белой армии на восточном фронте. В период нахождения у власти в Чите атамана Г. М. Семёнова, Зимин состоял в резерве чинов. Вторично был избран войсковым атаманом в сентябре 1918 года.

### В эмиграции
С окончательным захватом Забайкалья красной армией, Зимин в 1921 году эмигрировал в Китай. С 1922 года проживал в Шанхае. В 1926 году был избран председателем Союза русских военных инвалидов, а в 1938 году избран пожизненным председателем этого Союза.
Скончался 27 сентября 1942 года в Шанхае и был похоронен на кладбище Лю-Кавей.

## Награды
- Орден Св. Станислава 3-й степени с мечами и бантом (1901)
- Орден Св. Анны 4-й степени (1902)
- Орден Св. Анны 3-й степени с мечами и бантом (1904)
- Орден Св. Владимира 4-й степени с мечами и бантом (1904)
- Орден Св. Станислава 2-й степени с мечами (1905)
- Орден Св. Анны 2-й степени (1913)
- Георгиевское оружие (ВП: 20.08.1916)